# Музей Салавата Юлаєва
Музей Салавата Юлаєва (башк. Салауат Юлаев музейы) — музей Салавата Юлаєва, башкирського національного героя, в селі Малояз Салаватського району Республіки Башкортостан.

## Історія і опис
Музей Салавата Юлаєва відкритий 15 червня 1991 року. Засновники музею: Загідуллін Тархан Сагітович (1927-1998), Сайфуллін Абузар Хаким'янович (1927-1996). Дата заснування - 15.09.1965 р.
В основу композиції закладена конструкція башкирської юрти. Будівля музею складається з п'яти ярусів-рівнів під одним напівсферичним дахом. По обидва боки арочні колони, зовні стіни облицьовані білими плитами. Автор проекту Клемент А.В.
Експозиція музею розповідає про долю поета Салавата Юлаєва. Представлені предмети оздоблення, башкирські юрти, одяг, знаряддя праці, начиння; виділені сідло і шабля, що за переказами належали Салавату. Експонуються матеріали, що розкривають причини приєднання башкирів до О. Пугачова та відображають етапи Селянської війни 1773-1775 років.
Представлені збережені знаряддя катування, копії слідчих документів. У музеї представлені архівні матеріали про останні роки життя Салавата Юлаєва, проведених на каторзі в Рогервіку, а також твори образотворчого мистецтва. Є відділ музею в селі Алькіно. У фонді філії музею знаходиться 200 експонатів.
Музей Салават Юлаєв — історико-біографічний музей. Шість експозиційних залів розповідають про національного героя башкирського народу Салавата Юлаєва.
У музеї представлені живописні картини відомих башкирських художників, які закарбували куточки природи, пов'язані з ім'ям Салавата, а також варіанти образу Салавата, епізоди з його життя. Привертають увагу шість бронзових фігур, що обрамляють будинок і мають символічні назви: «Боротьба», «Заклик», «Свобода», «Прощання», «Пісня», «Пам'ять».
Центральне місце в експозиції займає музейна діорама «Битва загонів О. Пугачова і С. Юлаєв проти корпусу І. І. Міхельсона поблизу села Кігі біля річки Ай 3 червня 1774 р.».
Адреса: 452490, Республіка Башкортостан, Салаватський р-н, село Малояз, вул. Радянська, 61-а.

В музеї проводяться виставки: «Матеріальна культура башкирського народу» — Житло, одяг, взуття, прикраси, знаряддя праці, посуд, предмети домашнього вжитку.

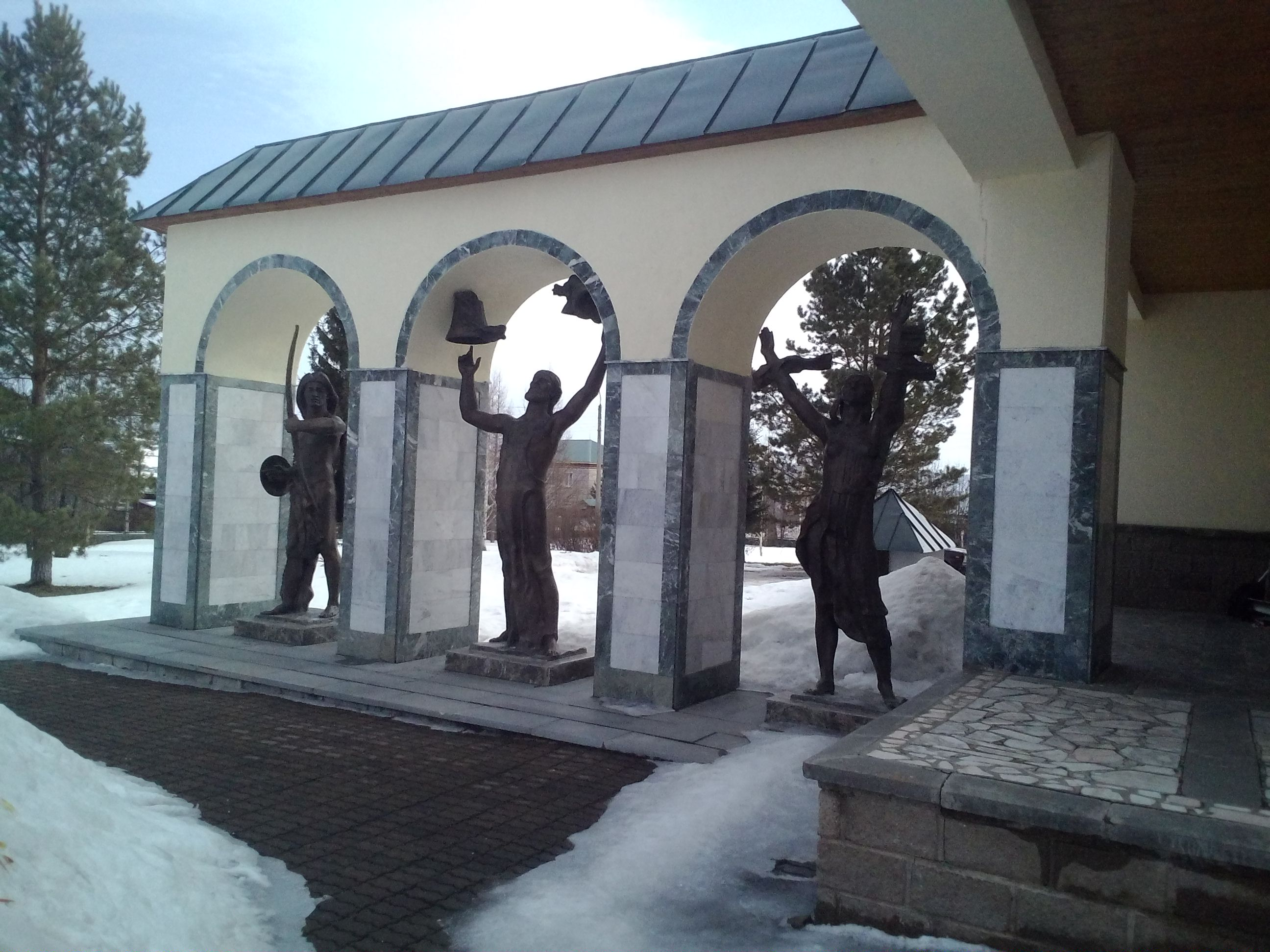
Скульптури в будівлі музею
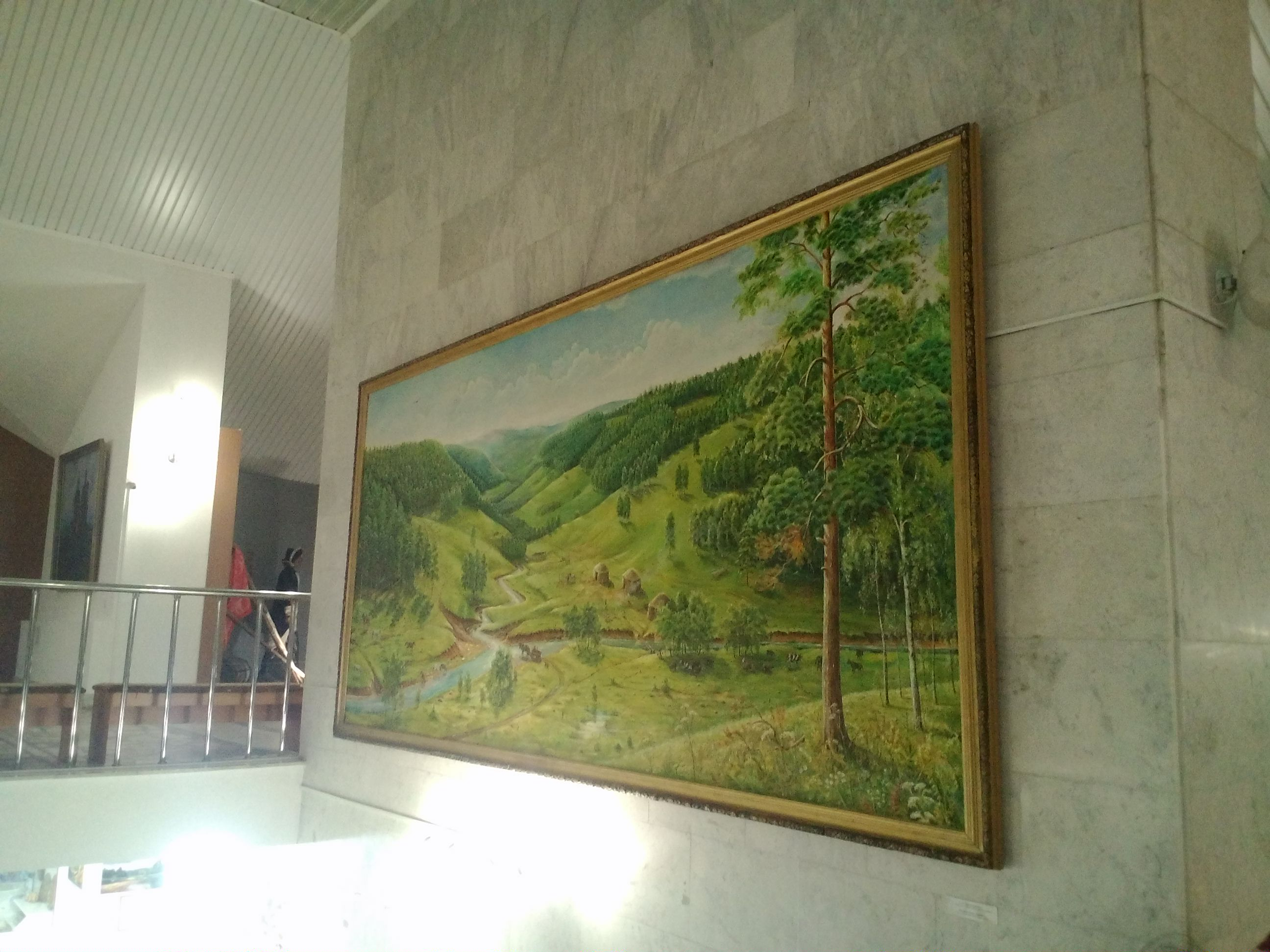
Картини в будівлі музею
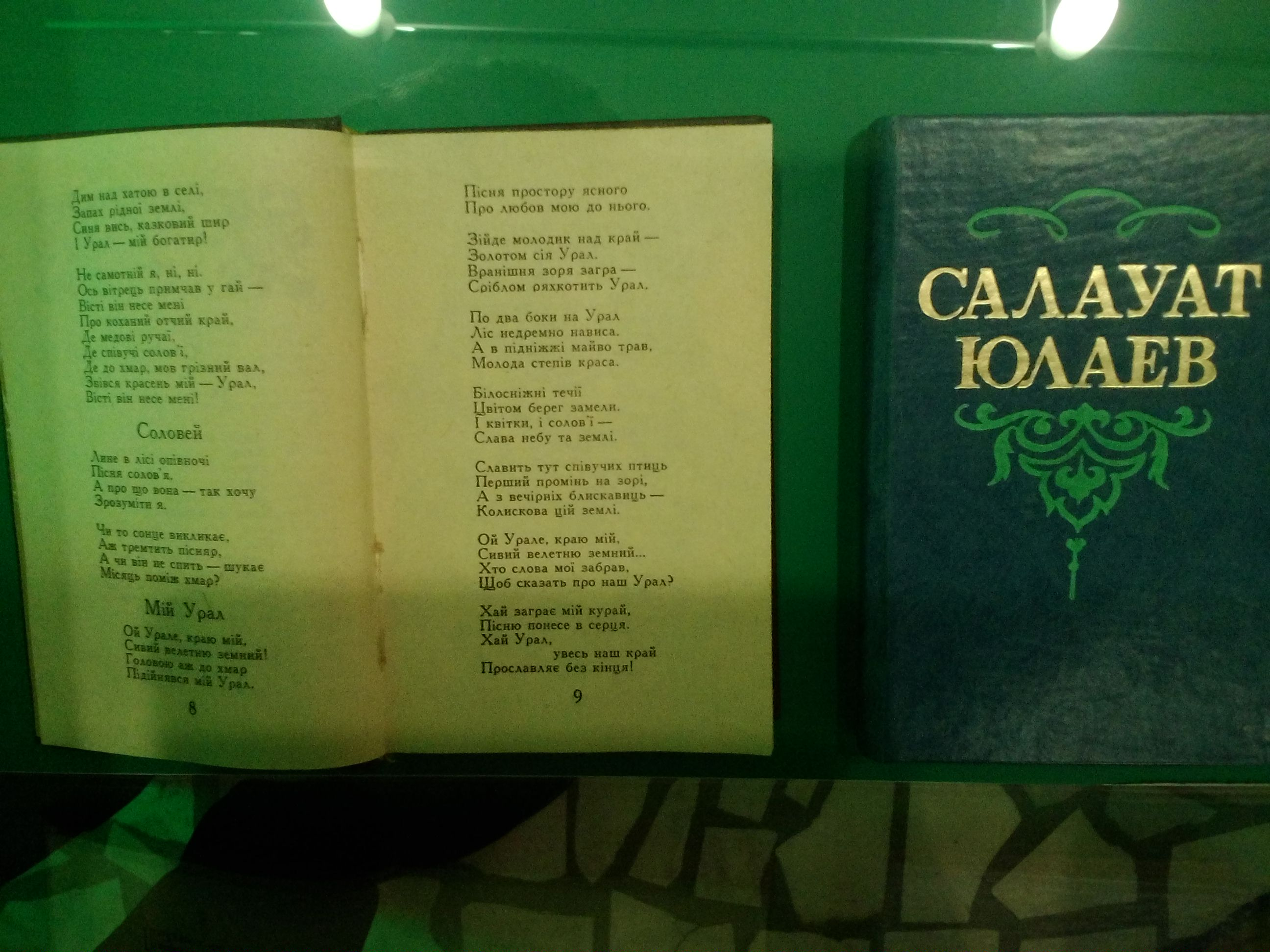
Експонати музею, твори Салавата Юлаєва
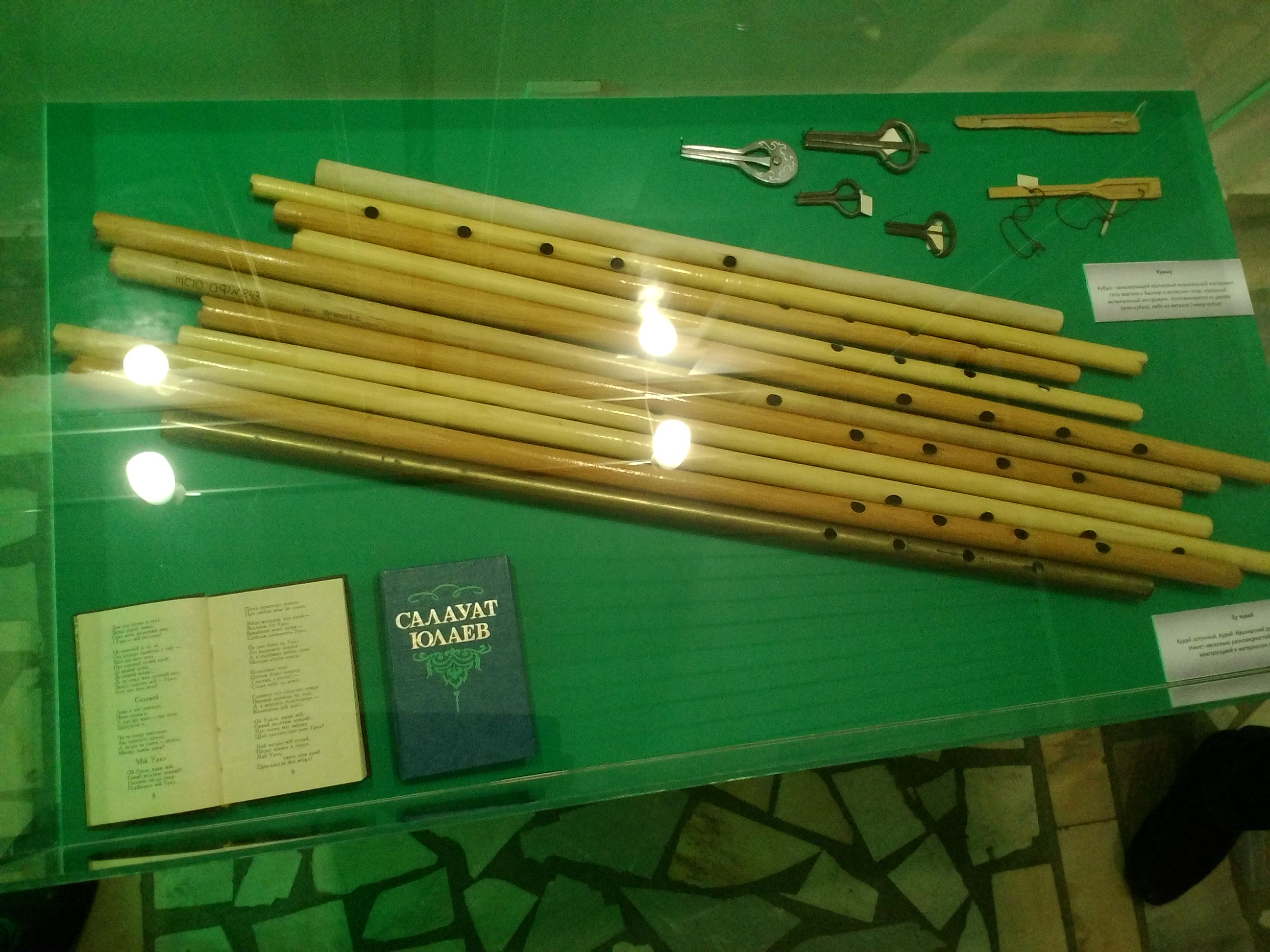
Експонати музею, башкирські музичні інструменти
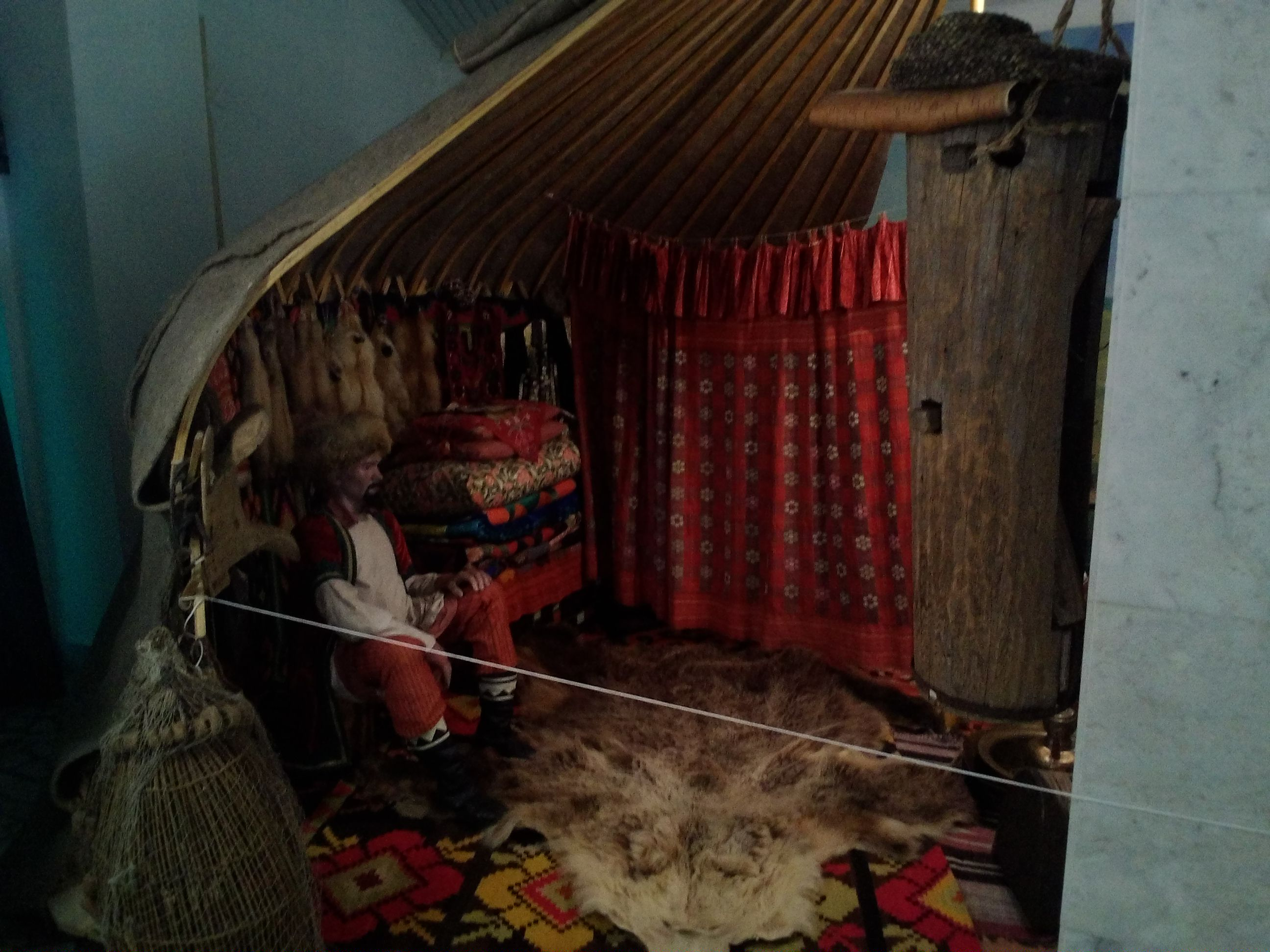
Експонати музею, башкирське житло
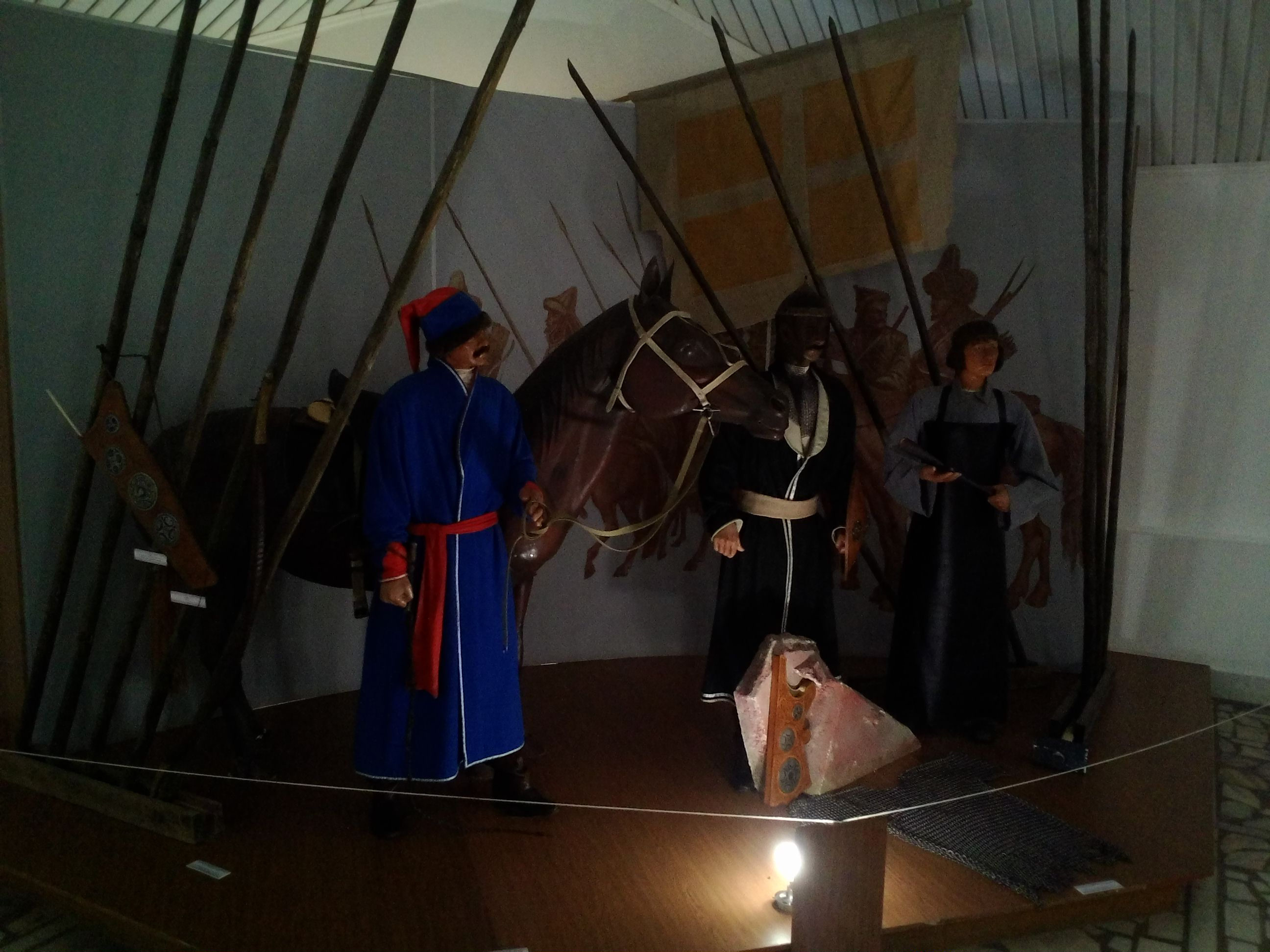
Експонати музею, башкирські воїни

## Цікаві факти
Площі музею: 1000 м2, площа тимчасових виставок 100 м2, фондосховищ 178 м2. У фондах музею понад 3 тис. одиниць зберігання.
Кількість працівників: 10, з них 1 науковий.
Архітектор і автор проекту музею в 1992 році були нагороджені Державною премією Республіки Башкортостан імені Салавата Юлаєва.